# Poroče
Poroče es un pueblo ubicado en el municipio de Berane, en Montenegro.

## Demografía
Hasta 2011 la población era de 27 habitantes, conformada por 8 hogares y 18 viviendas.
| 45                                                               | 48 | 50 | 79 | 67 | 60 | 33 | 27 |
| (Fuente: Population statistics of Eastern Europe & former USSR.) |    |    |    |    |    |    |    |

| Etnicidad                                           | Número | Porcentaje |
| --------------------------------------------------- | ------ | ---------- |
| Musulmanes                                          | 17     | 51,51 %    |
| Bosnios                                             | 16     | 48,48 %    |
| Fuente: Republic of Montenegro. Statistical Office. |        |            |